# Crocallis mirabica
Crocallis mirabica är en fjärilsart som beskrevs av Brandt 1941. Crocallis mirabica ingår i släktet Crocallis och familjen mätare. Inga underarter finns listade i Catalogue of Life.